# Eusébio Cup de 2014
A Eusébio Cup 2014 foi a 7ª edição da Eusébio Cup, disputada pelo campeão português Benfica e o campeão holandês, o Ajax de Amesterdão saindo vitoriosa a equipa holandesa (0-1). Para o Benfica foi o jogo de apresentação aos adeptos da época 2014–15.

## Detalhes do jogo
| 26 de Julho de 2014 | Benfica | 0–1 | Ajax               | Estádio da Luz, Lisboa                   |
| 19h45               |         |     | Ricardo Kishna 41' | Público: 25 240 Árbitro: POR Hugo Miguel |

| Benfica | Ajax |

| BENFICA:    |    |                  |     |
|             |    |                  |     |
| GR          | 1  | Artur            | 78' |
| D           | 14 | Maxi Pereira     | 63' |
| D           | 37 | César            |     |
| D           | 26 | Sidnei           |     |
| D           | 23 | Loris Benito     | 63' |
| M           | 18 | Eduardo Salvio   | 69' |
| M           | 6  | Rúben Amorim     | 46' |
| M           | 30 | Anderson Talisca | 75' |
| M           | 20 | Nicolás Gaitán   | 46' |
| A           | 11 | Lima             | 46' |
| A           | 7  | Óscar Cardozo    | 46' |
| Suplentes:  |    |                  |     |
| GR          | 13 | Paulo Lopes      | 78' |
| D           | 27 | João Cancelo     | 63' |
| D           | 64 | Marcos Valente   |     |
| D           | 34 | André Almeida    | 75' |
| D           | 19 | Eliseu           | 63' |
| D           | 53 | João Teixeira    | 46' |
| M           | 6  | Rúben Amorim     | 61' |
| M           | 15 | Ola John         | 46' |
| A           | 9  | Derley           | 46' |
| A           | 22 | Franco Jara      |     |
| A           | 32 | Bebé             |     |
| Treinador:  |    |                  |     |
| Jorge Jesus |    |                  |     |

| AJAX:         |    |               |     |     |
|               |    |               |     |     |
| GR            | 1  | Vermeer       |     |     |
| D             | 29 | Ligeon        |     |     |
| D             | 6  | Van der Hoorn |     |     |
| D             | 4  | Moisander (c) |     |     |
| D             | 5  | Boilessen     |     |     |
| M             | 20 | Schöne        |     |     |
| M             | 26 | Viergever     |     |     |
| M             | 16 | Andersen      |     |     |
| M             | 10 | Klaassen      |     |     |
| A             | 32 | Milik         |     |     |
| A             | 11 | Kishna        | 88' | 41' |
| Suplentes:    |    |               |     |     |
| GR            | 12 | Alblas        |     |     |
| D             | 30 | Van Bruggen   |     |     |
| M             | 17 | Bakker        |     |     |
| M             | 18 | Menig         |     |     |
| A             | 45 | Becker        | 88' |     |
| Treinador:    |    |               |     |     |
| Frank de Boer |    |               |     |     |

| Eusébio Cup Campeão 2014 |
| ------------------------ |
| Países Baixos            |
| Ajax 1º Título           |